# Tony Massenburg
Tony Arnel Massenburg (ur. 31 lipca 1967 w Susseksie) – amerykański koszykarz, skrzydłowy, mistrz NBA z 2005 roku.
Występował w dwunastu różnych drużynach NBA, co jest rekordem ligi. Współdzieli go z kilkoma innymi zawodnikami, takimi jak: Chucky Brown, Joe Smith i Jim Jackson.

## Osiągnięcia
NCAA
- Uczestnik turnieju NCAA (1988)
- Zaliczony do składu II składu ACC (1990)[3]

NBA
- Mistrz NBA (2005)[1]

Inne
- Zdobywca pucharu Hiszpanii (1994)
- Mistrz Lliga Catalana de Bàsquet (1994)
- Uczestnik meczu gwiazd ligi hiszpańskiej (1993)[4]